# Cantó de Rennes-Sud-Est
El cantó de Rennes-Sud-Est (bretó Kanton Roazhon-Gevred) és una divisió administrativa francesa situat al departament d'Ille i Vilaine a la regió de Bretanya.

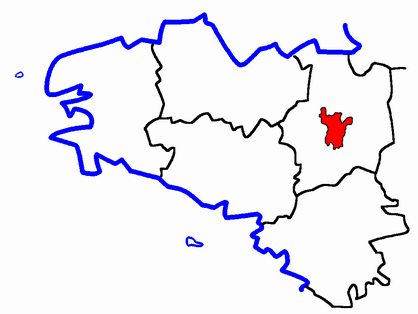
Situació del cantó

## Composició
El cantó aplega 3 comunes :
| Nom francès                                  | Nom bretó      | Població | km²   | Codi Postal | Codi INSEE |
| Chantepie                                    | Kantpig        | 6.793    | 11,98 | 35135       | 35055      |
| Rennes (quartiers Poterie i Alphonse Guerin) | Roazhon        | 19.212   | ?     | -           | 35238      |
| Vern-sur-Seiche                              | Gwern-ar-Sec'h | 7.454    | 19,70 | 35770       | 35352      |
| Cantó                                        | Roazhon-Gevred | 33.459   | ?     | -           | 3546       |

## Història
| Data d'elecció                           | Identitat       | Partit | Qualitat |
| ---------------------------------------- | --------------- | ------ | -------- |
| 2004-                                    | Mireille Massot | PS     |          |
| les dades anteriors no són pas conegudes |                 |        |          |
|                                          |                 |        |          |